# 헨리크 라르손
헨리크 에드워드 라르손(스웨덴어: Henrik Edward Larsson, 1971년 9월 20일~)은 스웨덴의 축구 지도자이자 전(前) 축구 선수이다.
카보베르데인 아버지와 스웨덴인 어머니 사이에서 태어난 그는 2009년 스웨덴의 축구 클럽인 헬싱보리 IF에서 은퇴하였다. 라르손은 스코틀랜드의 축구 클럽 셀틱에서 7시즌을 보내며, 셀틱의 우승에 기여했다. 또 라르손은 셀틱에서 뛰는 동안 173골이라는 어마어마한 숫자의 골을 넣어, 스코틀랜드 리그 역대 최다 득점자가 되었다. 그 후, 셀틱에서의 대활약으로, 스페인의 축구 클럽 FC 바르셀로나로 이적하게 된다. 그는 챔피언스리그에서 FC 바르셀로나의 2번째 우승을 도왔고, 2006년 여름, 스웨덴 축구 국가대표팀에서 은퇴한 후 그의 고향 팀인 헬싱보리 IF로 되돌아오게 된다.
그러나 2007년 1월과 3월 사이에는 프리미어리그의 축구 클럽 맨체스터 유나이티드에 잠깐 임대되어 12경기를 뛰었고, 짧은 기간 동안 팀의 해결사로 활약하며 맨체스터 유나이티드의 프리미어리그 우승에도 기여하였다. 이후 헬싱보리 IF로 돌아가 꾸준한 활약을 펼쳤으며 38세라는 많은 나이에도 불구하고 스웨덴 축구 국가대표팀에 다시 발탁돼 유로 2008에 출전하기도 했다. 하지만 스웨덴이 2010년 FIFA 월드컵 본선 진출에 실패하자 국가 대표에서 은퇴하였고, 얼마 후 헬싱보리에서 현역 은퇴를 선언하였다. 이후 스웨덴 2부 리그 클럽인 란스크로나 BoIS의 감독으로 취임하여 2년간 활동하였다. 그 뒤 그가 처음으로 데뷔했던 스웨덴 4부리그의 호가보리 BK의 수석 코치가 되었으나 팀이 부상으로 인해 강등될 위기에 처하자 복귀를 결심하여 후반 40분에 교체 출전하여 뛰었다. 이 팀에는 그의 아들인 조던 라르손도 뛰었다.

## 사진

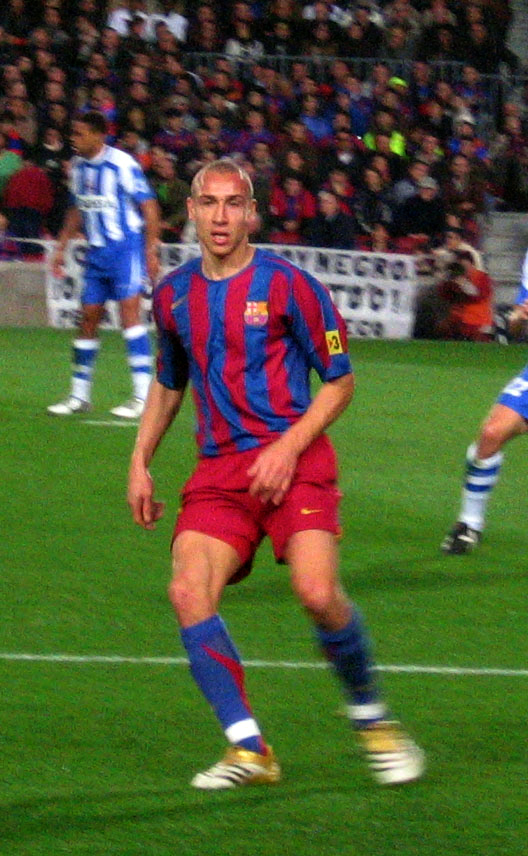
헨리크 라르손이 바르셀로나 소속으로 뛰던 시절의 모습

## 수상
- 2002년 FIFA 월드컵 맨 오브 더 매치 : vs. 나이지리아 (조별리그)

## 서훈
- 2006년 명예 대영 제국 훈장 5등급(honorary MBE, 외국인대상 정원외)

## 같이 보기
- A매치 100경기 이상 출전한 축구 선수 명단